# Иванов, Василий Поликарпович
Василий Поликарпович Иванов (до 1920 года — Золотарёв; 8 февраля 1901 года, с. Подол, Грайворонский уезд, Курская губерния — 15 декабря 1995 года, г. Москва) — советский военачальник, генерал-майор (12 февраля 1943).

## Начальная биография
Василий Поликарпович Иванов родился 8 февраля 1901 года в селе Подол Грайворонского уезда Курской губернии.

## Военная служба

### Гражданская война
В 1917 году служил писарем-рассыльным в Управлении грайворонского уездного воинского начальника, вскоре вступил рядовым бойцом в отряд самообороны города Грайворон при уездном военкомате, который в сентябре 1918 года влился в формируемый Грайворонский полк в составе Эстонской дивизии. В период с февраля по март 1919 года В. П. Иванов участвовал в подавлении антисоветского восстания и боях против бандформирований на территории Грайворонского уезда, а с октября того же года — в боевых действиях против войск под командованием генерала П. Н. Врангеля на Южном фронте.
В феврале 1920 года направлен на учёбу на 29-е Полтавские командные курсы, после окончания которых в декабре того же года назначен на должность курсового командира 14-й Полтавской пехотной школы. В период с июля 1920 по октябрь 1922 года принимал участие в борьбе с бандформированиями на территории Полтавской губернии.

### Межвоенное время
В 1923 года сдал экстерном экзамен за курс 14-й Полтавской пехотной школы. С октября того же года служил в 151-м стрелковом полку (51-я стрелковая дивизия, Украинский военный округ), дислоцированном в Одессе, на должностях командира стрелкового взвода, взвода полковой школы, заместителя командира и командира стрелковой роты.
В 1928 году вступил в ряды ВКП(б) (п/б № 3376331). В июне того же года назначен на должность командира роты в составе 152-го стрелкового полка, дислоцированного в Тирасполе, в октябре 1929 года — на должность командира 60-й отдельной стрелковой роты в Харькове, в июне 1931 года — командиром батальона и исполняющим должность для поручений в составе 74-го стрелкового полка (25-я стрелковая дивизия), а в сентябре 1932 года — помощником командира 12-го отдельного батальона в Кременчуге.
С июля 1933 года В. П. Иванов служил в 206-й авиационной бригаде ВВС в Конотопе на должностях начальника хозяйственной части и начальника 90-го авиапарка, начальника школы младших авиаспециалистов мотористов и летнабов бригады. В 1938 году переведён в Военно-политическое училище в Чернигове на должность старшего преподавателя войсковых дисциплин.
С марта 1939 года служил помощником командира по строевой части 123-го стрелкового полка (62-я стрелковая дивизия, Киевский Особый военный округ) и осенью того же года принимал участие в ходе похода в Западную Украину.
С началом советско-финской войны капитан В. П. Иванов в должности командира полка формировал в Скопине 14-й стрелковый полк в составе 13-й запасной стрелковой бригады. После завершения формирования полк передан в состав 62-й стрелковой дивизии и затем участвовал в боевых действиях в ходе той же войны. После окончании боевых действий служил заместителем командира и командиром 123-го стрелкового полка в Луцке.
В 1940 году майор В. П. Иванов направлен на учёбу на курсы «Выстрел».

### Великая Отечественная война
После окончания курсов «Выстрел» и двух курсов заочного факультета Военной академии имени М. В. Фрунзе майор В. П. Иванов в июле 1941 года назначен на должность командира 40-го стрелкового полка в составе 14-й дивизии народного ополчения (Московский военный округ), формировавшейся из ополченцев Первомайского района Москвы. В том же июле дивизия переименована в 269-ю стрелковую, а 40-й стрелковый полк — в 1018-й стрелковый, после чего В. П. Иванов принимал участие в боевых действиях в районе Почеп и Трубчевска, а с 30 сентября — в Орловско-Брянской оборонительной операции, в ходе которой 269-я стрелковая дивизия попала в окружение, из которого выходила на тульском направлении. В конце октября майор В. П. Иванову вывел свой 1018-й стрелковый полк в районе города Ефремов, после чего участвовал в обороне Тулы, где в ноябре был контужен, после чего лечился в госпитале в Данкове.
После излечения с декабря 1941 года назначен на должность заместителя командира 8-й мотострелковой дивизии войск НКВД (21-я армия, Западный фронт), которая вела оборонительные боевые действия по реке Северский Донец восточнее Белгорода, а затем — в Харьковской операции.
В июне 1942 года переведён на должность командира 199-й стрелковой дивизии, которая была расформирована, на её базе сформированы три стрелковых бригады, а полковник В. П. Иванов назначен командиром 196-й стрелковой дивизии, которая в период с 22 по 27 августа вела оборонительные боевые действия на восточном берегу Дона, а ко 2 сентября заняла оборонительный рубеж Опытная станция, Талая, Ежовка в районе Сталинграда, но 3 сентября была вынуждена были оставить Ежовку и Талую, и в период с 4 по 11 сентября дивизия сведена в 884-й стрелковый полк и заняла оборону в районе Садовая. В конце сентября после передачи личного состава 115-й стрелковой бригаде штаб 196-й стрелковой дивизии, штабы полков и офицерский состав направлен в Московский военный округ на переформирование.
В декабре 1942 года назначен на должность командира 10-й гвардейской воздушно-десантной дивизии, формировавшейся в Московском военном округе. После завершения формирования дивизия с апреля 1943 года вела боевые действия в районе Старой Руссы, а с сентября — в районе Харькова.
В декабре 1943 года назначен командиром 11-й гвардейской воздушно-десантной дивизии (Московский военный округ), однако в августе 1944 года отстранён от занимаемой должности «за непринятие необходимых мер к выполнению указаний Военного совета ВДВ по наведению твердого воинского порядка и укреплению дисциплины в частях дивизии» и конце августе переведён на должность командира 14-й гвардейской воздушно-десантной дивизии. В январе 1945 года дивизия преобразована в 114-ю гвардейскую стрелковую, после чего принимала участие в ходе Венской и Пражской наступательных операций.

### Послевоенная карьера
После окончания войны находился на прежней должности командира той же дивизии в Центральной группе войск. В январе 1946 года дивизия была передислоцирована в город Белая Церковь (Киевский военный округ).
В июле 1946 года генерал-майор В. П. Иванов назначен начальником Военно-парашютного училища ВДВ, однако в феврале 1949 года «за служебные злоупотребления» освобождён от занимаемой должности и направлен в распоряжение командующего Воздушно-десантной армией.
В августе 1949 года назначен заместителем командира 15-й гвардейской стрелковой дивизии (Прикарпатский военный округ), дислоцированной в городе Владимир-Волынский, в январе 1952 года — заместителем командира 128-й гвардейской стрелковой дивизии, а в сентябре 1953 года — командиром той же дивизии.
Генерал-майор Василий Поликарпович Иванов 3 июня 1955 года вышел в отставку. Проживал в Москве. Умер 15 декабря 1995 года, похоронен на Митинском кладбище Москвы.

## Награды
- Орден Жукова (04.05.1995);
- Орден Ленина (21.02.1945);
- Четыре ордена Красного Знамени (05.11.1942, 02.12.1942, 03.11.1944, 17.05.1951);
- Орден Суворова 2 степени (28.04.1945);
- Орден Кутузова 2 степени (22.02.1944);
- Орден Отечественной войны 1 степени (09.05.1985);
- Медали.

## Память
В селе Гора-Подол (Грайворонский район, Белгородская область) установлен бюст в честь генерал-майора В. П. Иванова.